# 陽炎 (東雲型駆逐艦)
|          |                                                |
| 艦歴     |                                                |
| 計画     | 第二期拡張計画(1897年度)                       |
| 起工     | 1898年8月                                      |
| 進水     | 1899年8月23日                                  |
| 竣工     | 1899年10月31日                                 |
| 除籍     | 1922年4月1日                                   |
| その後   | 曳船兼交通船 1924年10月8日廃船                 |
| 要目     |                                                |
| 排水量   | 常備：322トン                                  |
| 長さ     | 63.6m                                          |
| 幅       | 6.0m                                           |
| 吃水     | 1.7 m                                          |
| 機関     | 2軸推進、5,475shp                              |
| 速力     | 30ノット                                       |
| 航続距離 |                                                |
| 乗員     | 58人                                           |
| 兵装     | 8.0cm単装砲1基 57mm単装砲5基 45cm水上発射管2門 |

陽炎（かげろう / かげろふ）は、大日本帝国海軍の駆逐艦で、東雲型駆逐艦の5番艦である。同名艦に陽炎型駆逐艦の「陽炎」があるため、こちらは「陽炎 (初代)」や「陽炎I」などと表記される。

## 艦歴
発注時の艦名は第九号水雷艇駆逐艇。1899年10月31日、イギリス・ソーニクロフト社で竣工し、水雷艇（駆逐艇）に類別。1900年3月14日、佐世保に到着。同年6月22日、軍艦に編入され、駆逐艦に類別。
1900年、北清事変に参加。1904年、日露戦争が勃発した際には第2艦隊第5駆逐隊に所属していた。旅順口攻撃、黄海海戦、日本海海戦、樺太の戦いなどに参加した。1905年の日本海海戦では、5月27日に隊列から落後した戦艦「クニャージ・スヴォーロフ」に対して魚雷攻撃を実施、5月28日には僚艦「漣」と協同して駆逐艦「ベドーヴイ」を拿捕し、バルチック艦隊司令長官ロジェストヴェンスキー中将を捕虜とした。
1905年12月12日駆逐艦に種別変更。
1912年8月28日三等駆逐艦。
1914年、青島の戦いに参加。1922年4月1日、雑役船（曳船兼交通船）に編入。1924年10月8日、廃船認許。

## 艦長
※『日本海軍史』第9巻・第10巻の「将官履歴」及び『官報』に基づく。
回航委員長
- 岩村団次郎 少佐：1899年2月14日 -

艦長
- 桜井吉丸 大尉：1900年6月22日 - 1900年9月25日
- 堀内権三郎 少佐：1900年9月25日 - 1901年9月10日
- 武部岸郎 少佐：1901年9月10日 - 1903年4月30日
- 井手篤行 大尉：1903年4月30日 -
- 吉川安平 大尉：1905年3月27日 - 1905年12月12日

駆逐艦長
- 増田幸一 大尉：1905年12月12日 - 1906年8月30日
- （兼）猪山綱太郎 少佐：1906年8月30日 - 1907年4月27日
- （兼）横地錠二 大尉：1907年4月27日 - 1907年8月26日
- 田辺栄次郎 大尉：1907年8月26日 - 1908年5月28日
- 平田尚信 大尉：1908年5月28日 - 1908年11月20日
- 松本謙之助 大尉：1908年11月20日 - 1910年3月1日
- （兼）藤田許太郎 大尉：1910年3月1日 - 1910年12月1日
- 猿渡真直 大尉：1910年12月1日 - 1911年5月22日
- 山下正一 大尉：1911年5月22日 - 1911年10月9日
- 中山鞆信 大尉：1911年10月9日 - 1912年2月1日
- 米原末男 大尉：1912年2月1日 - 1912年12月1日
- 丸山半三郎 大尉：1912年12月1日 - 1913年12月1日
- 田辺栄次郎 少佐：1913年12月1日 - 1914年8月7日
- 石田正一 大尉：1914年8月7日 - 1915年5月1日[8]
- 中村有年 大尉：1915年5月1日[8] - 1916年6月1日
- 河原忠蔵 大尉：1916年6月1日 - 1916年12月1日
- 今泉美啓 大尉：1916年12月1日 - 1917年8月23日
- 高橋真十郎 大尉：1917年8月23日 - 1919年2月6日[9]
- 西村速水 大尉：1919年2月6日[9] - 1919年10月18日[10]
- 鈴木清 大尉：1919年10月18日 - 1919年12月2日[11]
- 和田省三 少佐：1919年12月2日 - 1920年6月1日
- 荒糺 少佐：1920年6月1日 - 1920年12月1日
- 池田七郎 大尉：1920年12月1日[12] - 1921年11月20日[13]
- 堀江吉正 大尉：1921年11月20日[13] - 1921年12月1日[14]
- （兼）宮崎平 大尉：1921年12月1日[14] -